# Григорчиково
Григорчиково — деревня в Ленинском городском округе Московской области России. 

## История
Деревня Григорчиково (исторические названия — Кишкильдеево, Немчиниха) один из старейших населенных пунктов на реке Пахре. В источниках XV века она обозначается как земля Авдотьи Кишкильдеевой. Григорчиково находится в стороне от больших дорог — между большим лесным массивом и рекой, её размеры всегда оставались скромными.
К 1926 году (согласно переписи) деревня разрослась до 16 дворов, но жило в ней всего 79 человек — 37 мужчин и 42 женщины. В 1950-х годах деревня Немчиниха была переименована в Григорчиково.
С 1994 до 2006 года деревня входила в Володарский сельский округ Ленинского района, а с 2006 до 2019 года в рамках организации местного самоуправления включалась в Володарское сельское поселение Ленинского муниципального района.
С 2019 года входит в Ленинский городской округ.

## Население
| 2002 | 2006 | 2010 |
| ---- | ---- | ---- |
| 50   | ↘22  | ↗54  |